# Scheibe (Familienname)
Scheibe ist ein deutscher Familienname.

## Namensträger
- Adolf Scheibe (1895–1958), deutscher Physiker
- Albert Scheibe (1877–1945), deutscher Schriftsteller und Schauspieler
- Andreas Scheibe (* 1951), deutscher Leichtathlet (DDR)
- Anika Scheibe (* 1988), deutsches Model
- Arno Scheibe (1864–1937), deutscher HNO-Arzt sowie Hochschullehrer
- Arnold Scheibe (1901–1989), deutscher Agrikulturbotaniker
- Auguste Scheibe (1824–1898), deutsche Schriftstellerin und Übersetzerin
- Edgar Scheibe (1899–1977), deutscher Maler und Grafiker
- Egon Scheibe (1908–1997), deutscher Unternehmer und Flugzeugkonstrukteur
- Emil Scheibe (1914–2008), deutscher Maler
- Erhard Scheibe (1927–2010), deutscher Wissenschaftsphilosoph
- Ernst Scheibe (1920–2018), deutscher Rechtsmediziner und Hochschullehrer
- Ernst Albrecht Scheibe (1898–1992), deutscher Geologe und Bergingenieur, Sohn des Mineralogen Robert Scheibe und Schwiegersohn des Geologen Richard Bärtling
- Gerhard Scheibe (1939–2011), Bildhauer und Zeichner
- Günter Scheibe (1893–1980), deutscher Physiker und 'Physikochemiker'
- Hanna Scheibe (* 1973), deutsche Schauspielerin
- Harry Scheibe (1897–1979), deutscher Schriftsetzer, Schriftsteller und Philosoph
- Herbert Scheibe (1914–1991), deutscher Generaloberst
- Jan Philip Scheibe (* 1972), deutscher Künstler
- Jochen Scheibe (1937–2021), deutscher Sportmediziner und Hochschullehrer
- Johann Scheibe (um 1675–1748), deutscher Orgelbauer
- Johann Adolf Scheibe (1708–1776), deutscher Komponist
- Jörg Scheibe (* 1962), deutscher Ingenieur, Hochschullehrer und Politiker (BSW)
- Jürgen Scheibe (* 1968), deutscher Ringer
- Karl Scheibe (Uhrmacher) (1842–1917), deutscher Uhrmacher
- Karl Scheibe (Lehrer) (1867–1949), auch: Heinrich Karl Scheibe und Karl Scheibe-Moringen, deutscher Lehrer und Konrektor, Verfasser lokalhistorischer Schriften
- Karl Scheibe (Ingenieur) (1895–1988), deutscher Ingenieur für Tiefbohrtechnik, Chefingenieur bei der Preussag AG, Sohn des Mineralogen Robert Scheibe und Schwiegersohn des Gymnasialprofessors Hermann Franke.
- Karl Friedrich Scheibe (1812–1869), deutscher Klassischer Philologe und Gymnasialdirektor
- Kurt Scheibe (1891–1970), deutscher Maler und Grafiker
- Mark Scheibe (* 1968), deutscher Musiker, Songtexter, Komponist und Entertainer
- Monika Scheibe (* 1949), deutsche Eiskunstläuferin und Eiskunstlauftrainerin
- Oskar Scheibe (1848–1924), preußischer Obergeneralarzt
- Otto Scheibe (1924–2011), Chirurg in Stuttgart-Feuerbach
- Reinhard Scheibe (* 1943), deutscher Politiker (SPD), ehemaliges Mitglied des Niedersächsischen Landtages
- Renatus Scheibe (1965–2023), deutscher Schauspieler und Verfasser von Bühnen- und Theatermusiken
- Richard Scheibe (1879–1964), deutscher Bildhauer
- Robert Scheibe (1859–1923), deutscher Mineraloge, Geheimer Bergrat und Hochschullehrer
- Rudolf Scheibe (1918–2002), deutscher Grafiker und Maler
- Wolfgang Scheibe (Erziehungswissenschaftler) (1906–1993), deutscher Erziehungswissenschaftler
- Wolfgang Scheibe (Architekt) (1928–2006), deutscher Architekt